# Gare de Fouches
 (janvier 2022).
La gare de Fouches est une ancienne gare ferroviaire belge de la ligne 162, de Namur à Sterpenich, située à Fouches, section de la ville d'Arlon, dans la province de Luxembourg en Région wallonne.

## Situation ferroviaire
La gare de Fouches était située au point kilométrique (PK) 128,0 de la ligne 162, de Namur à Sterpenich (frontière) entre la halte fermée de Hachy et celle, ouverte, de Stockem.

## Histoire
La section de Grupont à Arlon, construite par la Grande compagnie du Luxembourg, est inaugurée le 27 octobre 1858 et comprend un arrêt à Fouches, à mi-chemin entre ce village et celui de Hachy, lequel est alors chef-lieu de sa commune.
En 1873, les Chemins de fer de l'État belge rachètent la GCL en difficulté. Ils construiront un bâtiment de gare vers 1880 — l'existence d'un bâtiment plus ancien est inconnue — utilisant le même plan type que pour les gares de Lavaux, Autelbas, Leignon et Hatrival. La gare possédait aussi des voies de débord et une halle aux marchandises mais doit néanmoins subir la concurrence du point d'arrêt de Hachy, créé en 1934 par la SNCB.
Dans les années 1960, la position excentrée de la gare, trop proche de celle de Hachy, pousse la SNCB à envisager son déplacement peut-être en préparation de la construction de l'autoroute E411[réf. souhaitée]. Encore présente à son emplacement d'origine en 1964, elle a déménagé avant 1971 au pied du pont de l'actuelle rue de Lottert mais une voie de garage de l'ancienne gare semble encore en usage.
L'autoroute A4-autoroute E411, mise en service en 1985, a été bâtie à l'emplacement de la place de l'ancienne gare, provoquant la destruction des maisons les plus proches et la rectification d'une courbe de la rue de la Vallée. Il n'a pas été construit de pont par dessus l'autoroute, qui emprunte une tranchée peu profonde, créant une séparation complète avec les voies ferrées.
Nonobstant le déplacement de la gare vers un emplacement plus approprié desservi par une route qui enjambera l'autoroute, la SNCB ferme la halte de Fouches, tout comme celle de Hachy, le 3 juin 1984. Aucun vestige de l'ancienne et de la nouvelle gare ne subsistent.